# Ругаланн
Ругаланн (норв. Rogaland) — один із норвезьких фюльке (районів). Розташований у південній частині району Вестланн (Західна Норвегія) на узбережжі Атлантики. Адміністративний центр — місто Ставангер. Межував із фюльке Гордаланн, Телемарк, Еуст-Агдер та Вест-Агдер.

## Адміністративно-територіальний поділ
Ругалан поділяється на 26 комун:
- Букн
- Б'єркрейм
- Віндаф'юр
- Ельмелан
- Есдал
- Кармей
- Квітсей
- Клепп
- Лунн
- Рандаберг
- Реннесей
- Саннес
- Сеуда
- Сокндал
- Сола
- Ставангер
- Стран
- Сульдал
- Тіме
- Тюсвер
- Утсіра
- Фінней
- Форсан
- Геугесун
- Го
- Еїґерсун

## Населення
| Релігійний склад | Релігійний склад | Релігійний склад | Релігійний склад | Релігійний склад |
| ---------------- | ---------------- | ---------------- | ---------------- | ---------------- |
|                  |                  |                  |                  |                  |
| Християнство     | Християнство     |                  | 85.47%           | 85.47%           |
| Іслам            | Іслам            |                  | 1.53%            | 1.53%            |
| Буддизм          | Буддизм          |                  | 0.24%            | 0.24%            |
| Інше             | Інше             |                  | 12.76%           | 12.76%           |